# Canton d'Autun-Sud
Le canton d'Autun-Sud est un ancien canton français situé dans le département de Saône-et-Loire et la région Bourgogne-Franche-Comté.

## Histoire
Le canton est créé en 1973.
Pour l'ancien canton d'Autun, voir canton d'Autun-Nord.

## Représentation
| Période | Période | Identité                            | Étiquette          | Qualité                                                                                |
| ------- | ------- | ----------------------------------- | ------------------ | -------------------------------------------------------------------------------------- |
| 1973    | 1988    | Marcel Lucotte                      | RI puis UDF-PR     | Journaliste Maire d'Autun de 1969 à 1995 Sénateur de 1971 à 1995                       |
| 1988    | 1994    | Patrick Lucotte (fils du précédent) | UDF                | Chef d'entreprise Adjoint au Maire d'Autun                                             |
| 1994    | 2015    | Rémy Rebeyrotte                     | PS, DVG puis Cap21 | Professeur d'économie Maire d'Autun de 2001 à 2017 Député LREM-Renaissance depuis 2017 |

## Composition
| Communes | Population (2012) | Code postal | Code Insee |
| -------- | ----------------- | ----------- | ---------- |
| Antully  | 861               | 71400       | 71010      |
| Autun    | 16 419 (1)        | 71400       | 71014      |
| Auxy     | 1 048             | 71400       | 71015      |
| Curgy    | 1 137             | 71400       | 71162      |

(1) fraction commune.

## Démographie
| 1962 | 1968 | 1975 | 1982 | 1990 | 1999  | 2007  |
| ---- | ---- | ---- | ---- | ---- | ----- | ----- |
| -    | -    | -    | -    | -    | 9 364 | 9 118 |